# Aursfjordgård
Aursfjordgård est une localité du comté de Troms, en Norvège.

## Géographie
Administrativement, Aursfjordgård fait partie de la kommune de Balsfjord.